# ФК Мордовия (Саранск)
ФК Мордовия е футболен отбор в столицата гр. Саранск на едноименната република Мордовия в Руската федерация.

## История
Основан е през 1961 г. под името „Строител“. През 2005 г. отборите „Биохимик-Мордовия“ и „Лисма-Мордовия“ се обединяват в „Мордовия“. През сезон 1992/93 достигат 1/4 финал в купата на страната. През по-голямата част от съществуването си отборът играе в Руска Втора Дивизия. През 2007 г. за първи път участва в първа дивизия, но заема 19 място и изпада. През 2009 г. печелят втора дивизия и купата на ПФЛ. През сезон 2010 завършват на 6 позиция в 1 дивизия. Сезон 2011/12 е изключително силен за отбора, който записва актив от 100 точки и завършва първи в първия сезон на ФНЛ, а Руслан Мухаметшин вкарва 31 гола и става голмайстор на първенството. В Премиер-лигата отборът не печели много точки и на полусезона е последен в таблицата. В края на 2012 треньор става Доринел Мунтяну. Мордовия не успява да подобри представянето си и след края на сезона изпада. Запомняваща за феновете на отбора ще остане победата на Мордовия срещу Спартак Москва с 2-1. През сезон 2013/14 Мордовия отново печели първенството на ФНЛ и се завръща в Премиер-лигата. Основна роля в отбора играят опитни състезатели като Антон Бобер, Александър Димидко, Алексей Иванов и Сергей Самодин. През сезон 2014/15 Мордовия завършва на рекордната 8-а позиция в първенството.

## Известни играчи
- Руслан Мухаметшин
- Рустем Мухаметшин
- Алексей Мулдаров
- Иля Бородин
- Олег Веретенников
- Антон Бобер
- Евгений Алдонин
- Томислав Дуймович